# László Ölveti
László Ölveti (ur. 13 września 1941, zm. w 2009) – węgierski zapaśnik walczący w stylu klasycznym.
Brązowy medalista mistrzostw świata w 1965. Czwarty na mistrzostwach Europy w 1966 roku.